# Stade des Volcans
 (avril 2025).
Si vous disposez d'ouvrages ou d'articles de référence ou si vous connaissez des sites web de qualité traitant du thème abordé ici, merci de compléter l'article en donnant les références utiles à sa vérifiabilité et en les liant à la section « Notes et références ».
Le stade des Volcans est un stade polyvalent à Goma, en république démocratique du Congo. Il est utilisé principalement pour les matchs de football et sert de domicile à l'AS Kabasha et à l'AS Dauphins Noir. Le stade a une capacité de 5 000 personnes. 

## Histoire
le 14 juillet 2023 : lancement des travaux de renonciation du stade par l'établissement Yetu en collaboration avec le gouvernement provincial.

## Événements
le 04 septembre 2016 : démarrage du championnat de l'entente urbaine de football de Goma (EUFGO).